# اقتصاد أنغولا
أنغولا اقتصاديًا هي واحدة من أسرع الاقتصادات نموًا في العالم،  مع الاقتصاديين، مؤكدا أن لعام 2001 إلى عام 2010، أنغولا، معدل النمو السنوي للناتج المحلي الإجمالي بلغ متوسط 11.1 في المئة. وهو لا يزال يتعافى من الأهلية في أنغولا الحرب التي عانت منها أنغولا منذ الاستقلال في عام 1975 حتى عام 2002. على الرغم من موارد النفط والغاز الكبيرة، وألماس، وإمكانات توليد الطاقة الكهرومائية، والأراضي الزراعية الغنية، واقتصاد أنغولا لا تزال ضعيفا، وثلث السكان يعتمدون على زراعة الكفاف. ومنذ عام 2002،  عملت في البلاد لإصلاح وتحسين البنية التحتية والمؤسسات السياسية والاجتماعية التي دمرتها الحرب الأهلية. وقد أدى ارتفاع أسعار النفط العالمية وارتفاع إنتاج النفط إلى النمو الاقتصادي القوي جدا في السنوات الأخيرة، ولكن الفساد وسوء الإدارة في القطاع العام، ولا سيما في قطاع النفط، الذي يمثل أكثر من 50 في المئة من الناتج المحلي الإجمالي، أكثر من 90 في المئة من عائدات التصدير، وأكثر من 80 في المئة من عائدات الحكومة.
احتلت أنغولا المركز 132 في مؤشر الابتكار العالمي عام 2023. في حين تراجعت إلى المركز 133 في مؤشر عام 2024.

## التجارة الخارجية

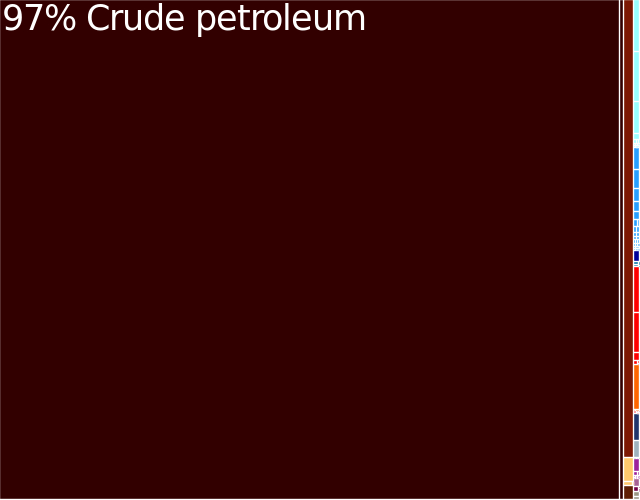
تمثيل نسبي صادرات أنغولا 2009

بلغت الصادرات في عام 2004 ما قيمته 10,530,764,911 دولار أمريكي. الغالبية العظمى من صادرات أنغولا هي المنتجات البترولية. بُيع ما قيمته 785 مليون دولار أمريكي قيمة من الماس، أي 7.5٪ من الصادرات، في تلك السنة. يذهب كل نفط أنغولا تقريباً إلى الولايات المتحدة، وفي الربع الأول من عام 2008، أصبحت أنغولا المصدر الرئيسي للنفط إلى الصين. وما تبقى من الصادرات النفطية تذهب إلى أوروبا وأمريكا اللاتينية. وتمثل الشركات الأمريكية أكثر من نصف الاستثمار في أنغولا، مع شيفرون تكساكو، مما يمهد الطريق. لصادرات الولايات المتحدة السلع الصناعية والخدمات، ومعدات حقول النفط في المقام الأول، ومعدات التعدين والكيماويات والطائرات، والمواد الغذائية، إلى أنغولا. تجاوزت التجارة بين أنغولا وجنوب أفريقيا 300 مليون دولار في عام 2007.

## الزراعة
الزراعة في أنغولا لديها إمكانات هائلة. فالبلاد هي دولة زراعية غنية، مع تربة خصبة، ومناخ مناسب، مع نحو 57400000 هكتار من الأراضي الزراعية، بما في ذلك أكثر من 5.0 مليون هكتار من الأراضي الصالحة للزراعة. والحاصيل الرئيسية هي مصدر للبن والذرة والموز والتبغ و الكسافا. وبحلول التسعينيات، أنتجت أنغولا أقل من 1٪ من حجم البن التي أنتجتها في أوائل السبعينيات، بينما توقف إنتاج القطن والتبغ وقصب السكر تمامًا تقريبًا. أدى ضعف أسعار السوق العالمية ونقص الاستثمار إلى تقييد القطاع بشدة منذ الاستقلال.
أنتجت أنغولا في عام 2018:
- 8.6 مليون طن من البفرة (ثامن أكبر منتج في العالم) ؛
- 3.5 مليون طن من الموز (سابع أكبر منتج في العالم ) ؛
- 2.2 مليون طن ذرة ؛
- 1.2 مليون طن من البطاطا الحلوة (عاشر أكبر منتج في العالم) ؛
- 806 ألف طن بطاطس ؛
- 597 ألف طن من الأناناس (13 أكبر منتج في العالم) ؛
- 572 ألف طن من قصب السكر .
- 355 ألف طن من الملفوف .
- 314 ألف طن من الفاصوليا ؛
- 280 ألف طن زيت النخيل .
- 154 ألف طن من الفول السوداني .

بالإضافة إلى إنتاج أقل من المنتجات الزراعية الأخرى مثل البن (16 ألف طن).

## التعدين

### ألماس
أنغولا هي ثالث أكبر منتج للماس في إفريقيا وقد استكشفت 40٪ فقط من أراضي البلاد، لكنها واجهت صعوبة في جذب الاستثمار الأجنبي بسبب الفساد وانتهاكات حقوق الإنسان وتهريب الماس.  أنتجت أنغولا أكثر من 3 ملايين قيراط (600 كيلوغرام) من الماس في عام 2003، ارتفع الإنتاج بنسبة 30٪ في عام 2006.
تخسر الحكومة الأنغولية 375 مليون دولار سنويًا من تهريب الماس. وفي عام 2003، بدأت الحكومة عملية "بريليانت"، وهي تحقيق لمكافحة التهريب ألقي القبض على 250 ألف مهرب وترحيلهم بين عامي 2003 و 2006. ووصف رافاييل ماركيز صناعة الماس في تقريره عن الماس القاتل لعام 2006 بأن أنغولا ابتليت بـجرائم القتل والعنف والتعسف وانتهاكات أخرى لحقوق الإنسان ". ودعا ماركس الدول الأجنبية إلى مقاطعة " ألماس الصراع " في أنغولا. وفي ديسمبر 2014 صنفت أنغولا كواحدة من الدول الأفريقية المنتجة للماس التي تعتمد على عمالة الأطفال والعمل القسري. ذكرت وزارة العمل الأمريكية أن "هناك القليل من المعلومات المتاحة للجمهور حول جهود أنغولا لفرض قانون عمالة الأطفال". ومثل ألماس 1.48٪ من الصادرات الأنغولية في عام 2014.

### الحديد
تحت الحكم البرتغالي، بدأت أنغولا تعدين الحديد في عام 1957، حيث أنتجت 1.2 مليون طن في عام 1967 و 6.2 مليون طن بحلول عام 1971. وفي أوائل السبعينيات، ذهب 70 ٪ من صادرات الحديد البرتغالي في أنغولا إلى أوروبا الغربية واليابان. وبعد الاستقلال في عام 1975، دمرت الحرب الأهلية معظم البنية التحتية للتعدين في البلاد.

## إحصائيات
يوضح الجدول التالي أهم المؤشرات الاقتصادية للفترة 1980-2017.
| السنة | الناتج المحلي الإجمالي (بمليارات الدولارات الأمريكي تعادل القوة الشرائية) | نصيب الفرد | النمو   | التضخم (بالنسبة المئوية) | الدين (نسبة مئوية من الناتج المحلي الإجمالي) |
| ----- | ------------------------------------------------------------------------- | ---------- | ------- | ------------------------ | -------------------------------------------- |
| 1980  | 20.3                                                                      | 2,273      | 2.4%    | 46.7%                    | غير متوفر                                    |
| 1981  | 21.2                                                                      | 2,316      | ▼−4.4%  | 1.3%                     | غير متوفر                                    |
| 1982  | 22.5                                                                      | 2,396      | 0.0%    | 1.8%                     | غير متوفر                                    |
| 1983  | 24.4                                                                      | 2,528      | 4.2%    | 1.8%                     | غير متوفر                                    |
| 1984  | 26.8                                                                      | 2,705      | 6.0%    | 1.8%                     | غير متوفر                                    |
| 1985  | 28.6                                                                      | ▼2,563     | 3.5%    | 1.8%                     | غير متوفر                                    |
| 1986  | 30.0                                                                      | 2,616      | 2.9%    | 1.8%                     | غير متوفر                                    |
| 1987  | 32.0                                                                      | 2,721      | 4.1%    | 1.8%                     | غير متوفر                                    |
| 1988  | 35.2                                                                      | 2,910      | 6.1%    | 1.8%                     | غير متوفر                                    |
| 1989  | 36.5                                                                      | 2,945      | 0.0%    | 1.8%                     | غير متوفر                                    |
| 1990  | 36.6                                                                      | ▼2,873     | ▼−3.5%  | 1.8%                     | غير متوفر                                    |
| 1991  | 38.2                                                                      | 2,912      | 1.0%    | 85.3%                    | غير متوفر                                    |
| 1992  | 36.8                                                                      | ▼2,723     | ▼−5.8%  | 299.1%                   | غير متوفر                                    |
| 1993  | ▼28.6                                                                     | ▼2,057     | ▼−24.0% | 1,379.5%                 | غير متوفر                                    |
| 1994  | 29.6                                                                      | 2,067      | 1.3%    | 949.8%                   | غير متوفر                                    |
| 1995  | 34.8                                                                      | 2,357      | 15.0%   | 2,672.2%                 | غير متوفر                                    |
| 1996  | 40.2                                                                      | 2,645      | 13.5%   | 4,146.0%                 | غير متوفر                                    |
| 1997  | 43.9                                                                      | 2,803      | 7.3%    | 221.9%                   | غير متوفر                                    |
| 1998  | 46.5                                                                      | 2,881      | 4.7%    | 107.4%                   | غير متوفر                                    |
| 1999  | 48.2                                                                      | 2,899      | 2.2%    | 248.2%                   | غير متوفر                                    |
| 2000  | 50.8                                                                      | 2,966      | 3.1%    | 325.0%                   | 133.9%                                       |
| 2001  | 54.1                                                                      | 3,066      | 4.2%    | 152.6%                   | 133.5%                                       |
| 2002  | 62.4                                                                      | 3,437      | 13.7%   | 108.9%                   | 73.7%                                        |
| 2003  | 65.5                                                                      | 3,500      | 3.0%    | 98.2%                    | 58.0%                                        |
| 2004  | 74.6                                                                      | 3,872      | 11.0%   | 43.5%                    | 47.7%                                        |
| 2005  | 88.5                                                                      | 4,459      | 15.0%   | 23.0%                    | 33.5%                                        |
| 2006  | 101.7                                                                     | 4,976      | 11.5%   | 13.3%                    | 18.7%                                        |
| 2007  | 119.1                                                                     | 5,655      | 14.0%   | 12.2%                    | 21.0%                                        |
| 2008  | 135.0                                                                     | 6,223      | 11.2%   | 12.5%                    | 31.4%                                        |
| 2009  | 137.2                                                                     | ▼6,140     | 0.9%    | 13.7%                    | 56.2%                                        |
| 2010  | 145.5                                                                     | 6,323      | 4.9%    | 14.5%                    | 37.2%                                        |
| 2011  | 153.7                                                                     | 6,485      | 3.5%    | 13.5%                    | 29.6%                                        |
| 2012  | 170.0                                                                     | 6,965      | 8.5%    | 10.3%                    | 26.7%                                        |
| 2013  | 181.6                                                                     | 7,222      | 5.0%    | 8.8%                     | 33.1%                                        |
| 2014  | 194.0                                                                     | 7,489      | 4.8%    | 7.3%                     | 39.8%                                        |
| 2015  | 197.9                                                                     | ▼7,417     | 0.9%    | 9.2%                     | 57.1%                                        |
| 2016  | ▼194.9                                                                    | ▼7,086     | ▼−2.6%  | 30.7%                    | 75.3%                                        |
| 2017  | ▼193.6                                                                    | ▼6,835     | ▼−2.5%  | 29.8%                    | 65.0%                                        |